# Estil de vida sedentari
L'estil de vida sedentari es defineix per la manca d'activitat física i va tenir un gran auge a partir dels anys 60, amb l'oci lligat a la televisió, el transport urbà, la major facilitat d'accés a la propietat d'automòbils, el creixement de feines que no requerien treballadors manuals i la simplificació de determinades tasques de la llar deguda a l'ús generalitzat dels electrodomèstics. Aquest estil de vida comporta riscos per a la salut, especialment augment de l'obesitat, de determinats tipus de càncer i de síndrome metabòlica, sobretot si es combina amb una dieta poc sana. Altres malalties associades al sedentarisme són els dolors crònics, l'estrès excessiu, els problemes de salut mental, les lligades al sistema cardiovascular, la diabetis mellitus tipus 2, la malaltia per fetge gras no alcohòlic, la insuficiència renal crònica, la sarcopènia, la malaltia pulmonar obstructiva crònica, l'artritis i l'osteoporosi. Pot enlentir, a causa de la pèrdua de massa muscular que comporta, el procés de recuperació de la gent gran hospitalitzada per afeccions agudes o afavorir el desenvolupament de trombosis venoses en adolescents que abusen dels videojocs. L'Organització Mundial de la Salut recomana que el temps d'ús diari màxim per part de la població d'entre cinc i disset anys dels dispositius electrónics amb pantalla (ordinadors, tauletes tàctils, telèfons mòbils intel·ligents o aparells similars) sigui de dues hores, ja que és un hàbit associat a un major grau de sedentarisme. Practicar esport de forma regular, ballar amb asiduïtat o incorporar alguns exercicis físics en les activitats diàries permeten combatre els perills de l'estil de vida sedentari.